# Cesare Canevari
Cesare Canevari (* 1927 in Mailand; † 25. Oktober 2012 ebenda) war ein italienischer Schauspieler und Filmregisseur.

## Leben
Canevari hatte kurz nach dem Zweiten Weltkrieg als Theaterschauspieler begonnen; gelegentlich hatte er auch Filmrollen inne. Gegen Mitte der 1960er Jahre begann er auch mit Filminszenierungen von teilweise ob ihres ungewöhnlichen Stiles oder Themas diskutierten Filmen, von denen nur wenige im deutschen Sprachraum gezeigt wurden. Teilweise war er auch für deren Drehbuch verantwortlich. Auch der offiziell dem US-Amerikaner Leslie H. Martinson zugeschriebene Missile X stammt von Canevari.
Canevari benutzte einige Pseudonyme. Neben seinen Filmen inszenierte er auch für die Werbung und für Fotoromanzi.

## Filmografie (Auswahl)
- 1965: Blutige Rache in Tucson (Per un Dollaro a Tucson si morire) (auch Drehbuch und Schauspieler)
- 1969: Io, Emmanuelle (auch Drehbuch)
- 1970: Willkommen in der Hölle (Matalo!) (auch Schnitt)
- 1976: Black Magic (La principessa nuda)
- 1977: L’ultima orgia del III Reich
- 1978: Missile X – Geheimauftrag Neutronenbombe (Allarme nucleare)